# Chlorambucil
Le chlorambucil (chloraminophène) est un agent alkylant anticancéreux actif par voie orale. À partir des années 1950, le chlorambucil était le traitement de référence de la leucémie lymphoïde chronique avant l'arrivée de la fludarabine dans les années 1990. Cependant, il reste encore recommandé chez les patients de plus de 65 ans selon les recommandations de la Haute Autorité de Santé ( HAS ). 

## Historique
À la fin des années 1940, le chimiste anglais Alexander Haddow et son équipe entreprennent un ambitieux programme de synthèse et d'étude de composés anticancéreux. Le chlorambucil est l'un d'entre eux.

## Mode d'action
Le chlorambucil est un agent anticancéreux cytostatique alkylant du groupe des moutardes à l'azote.
Il lie ensemble les guanines des chaînes ADN afin de former un pont interbrin, une liaison très stable empêchant la réplication de l'ADN. Ceci entraine la mort cellulaire programmée préférentielle des cellules cancéreuses.
Le chlorambucil possède également des propriétés immunosuppressives.

## Indications
- Leucémie lymphoïde chronique
- Lymphomes hodgkiniens et non hodgkiniens
- Glomérulonéphrite chronique primitive à glomérules optiquement normaux avec syndrome néphrotique soit corticodépendant (seuil > 1 mg/kg de prednisone), soit corticoréfractaire
- Glomérulonéphrite chronique primitive extramembraneuse avec syndrome néphrotique

## Effets indésirables
- Hématotoxicité avec risque de lymphocytopénie au long cours
- Aplasie médullaire, troubles hépatiques, gastro-intestinaux, dermatologiques
- Aménorrhée, azoospermie (rapide, 3 à 4 semaines, et définitive). Stérilité réversible ou irréversible dans les deux sexes
- Hyperuricémie
- Toxicité neurologique rare (crise comitiale et coma)
- Nausées et vomissements peu sévères
- Fibrose pulmonaire en cas de traitement chronique[5]

## Limites
Une surexpression de métallothionéines (normalement observée après intoxication par un ou plusieurs métaux lourds) induit une résistance à un sous-ensemble de médicaments anticancéreux cliniquement importants, dont le chlorambucil (ainsi que le cisplatine (cis-diaminedichloroplatine(II)) et le melphalan), alors que le 5-fluorouracile ou la vincristine restent efficaces.

## Divers
Le chlorambucil fait partie de la liste des médicaments essentiels de l'Organisation mondiale de la santé (liste mise à jour en avril 2013).
En mai 2017, la Commission européenne a annoncé qu'elle ouvrirait une enquête sur les pratiques tarifaires excessives auxquelles se serait livré Aspen Pharma, le laboratoire commercialisant le chlorambucil, dont la boîte, en Angleterre en 2013, coûtait 40,51 livres sterling au lieu de 8,36 livres lorsqu’il était commercialisé par GSK,.